# 白岩村 (栃木県下都賀郡)
白岩村（しらいわむら）はかつて下野国都賀郡・栃木県下都賀郡に存在していた村。現在の栃木市大平町西山田（にしやまだ）の一部の地域。

## 歴史
- 1871年（明治4年）7月14日 - 廃藩置県により日光県が発足し同県の所属となる
- 1871年（明治4年）11月14日 - 廃藩置県後の県合併により栃木県が発足し、同県の自治体となる
- 1876年（明治9年） - 下都賀郡内にて隣接する立花村・山田村と合併し山田村となる（後に西山田村と改称）

## 現在
行政上の地名では残っていないが白岩集落としてその名を残す。同集落には白岩公民館もある。

## その他
かつては栃木県安蘇郡にも白岩村が存在した（現在の佐野市白岩町）。